# 51 Aquilae
51 Aquilae (51 Aql) es una estrella en la constelación del Águila de magnitud aparente +5,39.
De acuerdo a la nueva reducción de los datos de paralaje de Hipparcos, se encuentra a 91 años luz de distancia del sistema solar.
51 Aquilae es una estrella blanco-amarilla de la secuencia principal de tipo espectral F0V.
Semejante a las componentes de Porrima (γ Virginis) o a Alchiba (α Corvi), su temperatura superficial es de 6854 K.
Tiene una luminosidad casi cinco veces superior a la luminosidad solar y posee una masa un 44% mayor que la del Sol.
Gira sobre sí misma con una velocidad de rotación proyectada entre 77 y 107 km/s, cifra que varía según la fuente consultada; considerando el primero de los valores, su período de rotación es igual o inferior a 22,6 horas.
Con una edad de 1600 millones de años, ha recorrido el 42% de su trayecto dentro de la secuencia principal.
51 Aquilae evidencia una metalicidad inferior a la solar en un 30% ([Fe/H] = -0,15).
Además del hierro, un gran número de metales son menos abundantes que en el Sol, siendo el europio el elemento comparativamente más escaso ([Eu/H] = -0,39).
Por el contrario, unos pocos elementos son sobreabundantes, destacando el lantano, 2,7 veces más abundante que en nuestra estrella.